# Mare Australe
Mare Australe («mar austral») és una mar lunar localitzada al sud-oest de la Lluna. Té 603 km de diàmetre. És pla, fosc i té línies de basalt en el fons. La conca austral va formar-se en l'època prenectariana i el material intern en l'Ímbric superior. Al contrari que la majoria dels mars, posseeix cràters d'impactes de meteorits: Jenner i Lamb, plens de lava basàltica.